# Campionato europeo femminile under 19 di calcio 2024
Il campionato europeo femminile under 19 di calcio 2024 è stata la 25ª edizione, comprese le prime quattro giocate da formazioni Under-18, del torneo che, organizzato con cadenza annuale dall'UEFA, è riservato alle rappresentative nazionali di calcio femminile giovanili dell'Europa le cui squadre sono formate da atlete al di sotto dei 19 anni d'età (in questa edizione nate dopo il 1º gennaio 2005).
La fase finale si è disputata in Lituania dal 14 al 27 luglio 2024, riproponendo la formula della precedente edizione che vedeva ammesse otto squadre, con la nazionale del paese organizzatore qualificata direttamente.
La Spagna ha vinto il campionato per la sesta volta nella sua storia (eguagliando così il record di vittorie della Germania), battendo in finale i Paesi Bassi ai tempi supplementari per 2-1.

## Qualificazioni

### Squadre qualificate
La seguente tabella riporta le otto nazionali qualificate per la fase finale del torneo:
| Nazionale   | Metodo di qualificazione         | fasi finali disputate | Ultima qualificazione | Migliore risultato nel torneo           |
| ----------- | -------------------------------- | --------------------- | --------------------- | --------------------------------------- |
| Lituania    | Ospitante                        | 1                     | -                     | Debutto                                 |
| Spagna      | Vincitrice Fase élite, gruppo A1 | 17                    | 2023                  | Campione (2004, 2017, 2018, 2022, 2023) |
| Irlanda     | Vincitrice Fase élite, gruppo A2 | 2                     | 2014                  | Semifinali (2014)                       |
| Inghilterra | Vincitrice Fase élite, gruppo A3 | 15                    | 2022                  | Campione (2009)                         |
| Francia     | Vincitrice Fase élite, gruppo A4 | 18                    | 2023                  | Campione (2003, 2010, 2013, 2016, 2019) |
| Serbia      | Vincitrice Fase élite, gruppo A5 | 2                     | 2012                  | Fase a gironi (2012)                    |
| Paesi Bassi | Vincitrice Fase élite, gruppo A6 | 11                    | 2023                  | Campione (2014)                         |
| Germania    | Vincitrice Fase élite, gruppo A7 | 19                    | 2023                  | Campione (2002, 2006, 2007, 2011)       |

## Fase a gironi
Si qualificano alla fase ad eliminazione diretta le prime due classificate di ciascuno dei due gruppi.
In caso di parità di punti tra due o più squadre di uno stesso gruppo, le posizioni in classifica verranno determinate prendendo in considerazione, nell'ordine, i seguenti criteri:
1. maggiore numero di punti negli scontri diretti tra le squadre interessate (classifica avulsa);
2. migliore differenza reti negli scontri diretti tra le squadre interessate (classifica avulsa);
3. maggiore numero di reti segnate negli scontri diretti tra le squadre interessate (classifica avulsa);
4. se, dopo aver applicato i criteri dall'1 al 3, ci sono squadre ancora in parità di punti, i criteri dall'1 al 3 si riapplicano alle sole squadre in questione. Se continua a persistere la parità, si procede con i criteri dal 5 al 9;
5. migliore differenza reti;
6. maggiore numero di reti segnate;
7. tiri di rigore se le due squadre sono a parità di punti al termine dell'ultima giornata;
8. classifica del fair play;
9. sorteggio.

### Gruppo A
| Pos. | Squadra     | Pt | G | V | N | P | GF | GS | DR  |
| ---- | ----------- | -- | - | - | - | - | -- | -- | --- |
| 1.   | Inghilterra | 7  | 3 | 2 | 1 | 0 | 12 | 1  | +11 |
| 2.   | Francia     | 6  | 3 | 2 | 0 | 1 | 9  | 2  | +7  |
| 3.   | Serbia      | 4  | 3 | 1 | 1 | 1 | 6  | 5  | +1  |
| 4.   | Lituania    | 0  | 3 | 0 | 0 | 3 | 1  | 20 | -19 |

| Arbitro: | Olivia Tschon |

|                                       |           |                    |
| Robillard 66’ Rossi 83’ Sangaré 90+2’ | Marcatori | 34’ (rig.) Matejić |

| Arbitro: | Emanuela Rusta |

|  |           |                                                                                        |
|  | Marcatori | 5’, 39’, 46’ Pritchard 12’ Watson 14’, 24’, 55’ Agyemang 57’ Lia 68’ Potter 90+3’ Earl |

| Arbitro: | Minka Vekkeli |

|             |           |                    |
| Matejić 68’ | Marcatori | 90’ (rig.) Enderby |

| Arbitro: | Réka Molnar |

|  |           |                                                                               |
|  | Marcatori | 19’, 30’, 40’ Robillard 45’ Coutel 64’ Lushimba Bilombi 90’ (rig.) Ben Khaled |

| Arbitro: | Anastasia Mylopoulou |

|                                    |           |               |
| Matejić 4’, 33’, 90+7’ Babić 90+4’ | Marcatori | 14’ Jasaitytė |

| Arbitro: | Caroline Lanssens |

|               |           |  |
| Pritchard 78’ | Marcatori |  |

### Gruppo B
| Pos. | Squadra     | Pt | G | V | N | P | GF | GS | DR |
| ---- | ----------- | -- | - | - | - | - | -- | -- | -- |
| 1.   | Paesi Bassi | 7  | 3 | 2 | 1 | 0 | 4  | 1  | +3 |
| 2.   | Spagna      | 4  | 3 | 1 | 1 | 1 | 2  | 1  | +1 |
| 3.   | Germania    | 4  | 3 | 1 | 1 | 1 | 3  | 4  | -1 |
| 4.   | Irlanda     | 1  | 3 | 0 | 1 | 2 | 1  | 4  | -3 |

| Marijampolė 15 luglio 2024, ore 13:00 UTC+1 | Spagna           | 0 – 0 referto | Irlanda | Sūduva Stadium (214 spett.)\| Arbitro: \| Michalina Diakow \| |
| Arbitro:                                    | Michalina Diakow |               |         |                                                               |

| Arbitro: | Silvia Gasperotti |

|              |           |            |
| Huizenga 90’ | Marcatori | 75’ Krüger |

| Arbitro: | Anastasia Mylopoulou |

|             |           |                           |
| O'Leary 32’ | Marcatori | 71’ Schetter 77’ Portella |

| Arbitro: | Caroline Lanssens |

|               |           |  |
| Keukelaar 87’ | Marcatori |  |

| Arbitro: | Olivia Tschon |

|  |           |                          |
|  | Marcatori | 18’ Woons 61’ Van Koppen |

| Arbitro: | Réka Molnar |

|  |           |                             |
|  | Marcatori | 14’ Bejarano 86’ Comendador |

## Fase a eliminazione diretta

### Tabellone
|  | Semifinali | Semifinali  | Semifinali |             |    | Finale | Finale | Finale |  |
|  |            |             |            |             |    |        |        |        |  |
|  | A1         | Inghilterra | 1          |             |    |        |        |        |  |
|  | A1         | Inghilterra | 1          |             |    |        |        |        |  |
|  | B2         | Spagna      | 3          |             |    |        |        |        |  |
|  | B2         | Spagna      | 3          |             | B2 | Spagna | 2      |        |  |
|  |            |             |            |             | B2 | Spagna | 2      |        |  |
|  |            |             | 1B         | Paesi Bassi | 1  |        |        |        |  |
|  | B1         | Paesi Bassi | 1B         | Paesi Bassi | 1  | 2      |        |        |  |
|  | B1         | Paesi Bassi |            |             |    |        |        |        |  |
|  | A2         | Francia     | 0          |             |    |        |        |        |  |

### Semifinali
| Arbitro: | Michalina Diakow |

|             |           |                                     |
| Enderby 47’ | Marcatori | 25’ Agote 45’ Comendador 69’ Arques |

| Arbitro: | Emanuela Rusta |

|                       |           |  |
| Woons 19’ Tolhoek 42’ | Marcatori |  |

### Finale
| Arbitro: | Gasperotti |

|                          |           |             |
| Marisa 6’ Eguiguren 118’ | Marcatori | 59’ Tolhoek |

## Statistiche

### Classifica marcatrici
5 reti
- Nina Matejić (1 rig.)

4 reti
- Camille Robillard

- Poppy Pritchard

3 reti
- Michelle Agyemang

2 reti
- Mia Enderby (1 rig.)
- Danique Tolhoek

- Karlijn Woons

- Paula Comendador

1 rete
- Nermyne Ben Khaled (1 rig.)
- Charline Coutel
- Landryna Lushimba Bilombi
- Fanny Rossi
- Wassa Sangaré
- Melina Krüger
- Laila Portella
- Leonie Schetter

- Madison Ava Earl
- Vivienne Lia
- Lexi Potter
- Katy Watson
- Lia O'Leary
- Karolina Jasaitytė
- Hanna Huizenga
- Lotte Keukelaar

- Mirte Van Koppen
- Milica Babić
- Daniela Agote
- Daniela Arques
- Noemí Bejarano
- Intza Eguiguren
- Marisa García